# 斋卡米
斋卡米，又译吉坎眉，是缅甸孟邦毛淡棉县丹彪扎亚镇区的一个度假小鎮。
在大城王国期间，该镇可能是大城府的附庸国，在泰语中被称作“เชียงกราน”或“เชียงตราน”。在第一次英缅战争期间，英国成功占领了该镇之后，将其改名为“奄哈士”（Amherst），以纪念时任印度总督威廉·阿美士德。
该镇位于毛淡棉以南约48 km（30 mi）的半岛上，是当地朝圣者和游客的热门目的地。
2012年1月14日降雨量达到75毫米，是过去30年1月24小时内降雨量最大的一次。

## 历史
它最初是孟族人的定居点，在第一次英缅战争后，英国人对其进行了现代化的建设。该镇是孟族人的一个渔村，但它曾经是英国人控制缅甸南部的某个战略总部。因此，随着时间的推移，许多英国军官及其缅甸妻子和家庭曾在此居住，诞生了许多英緬混血兒人口。

## 名人
- 年温

## 图集

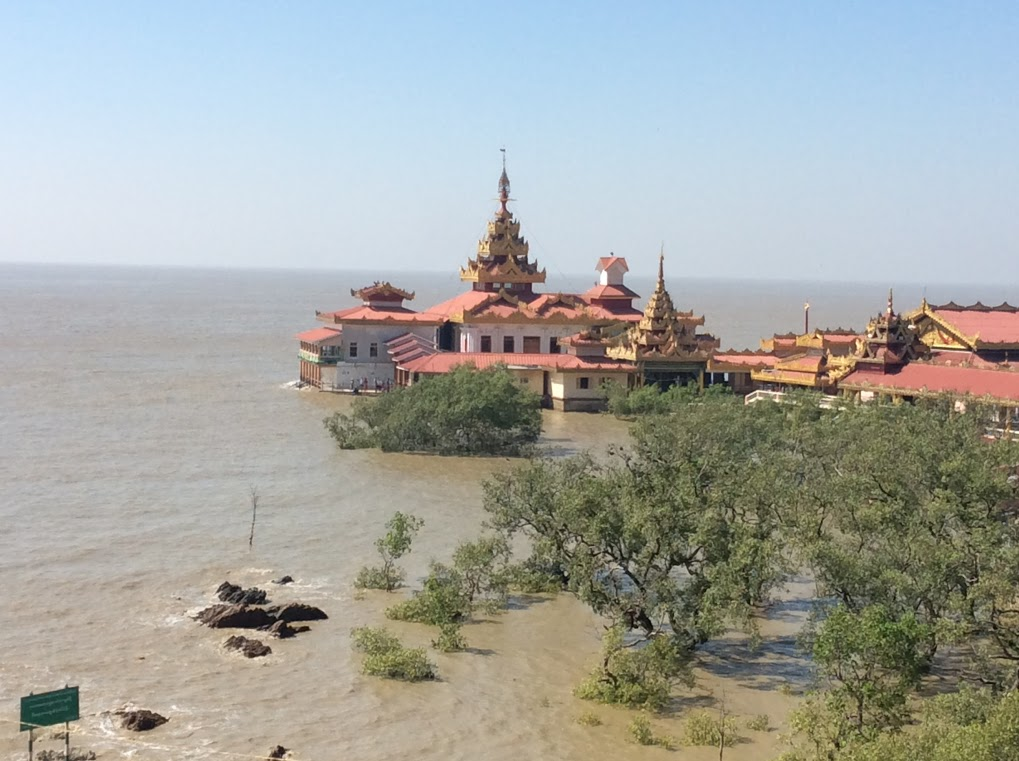
耶雷佛塔
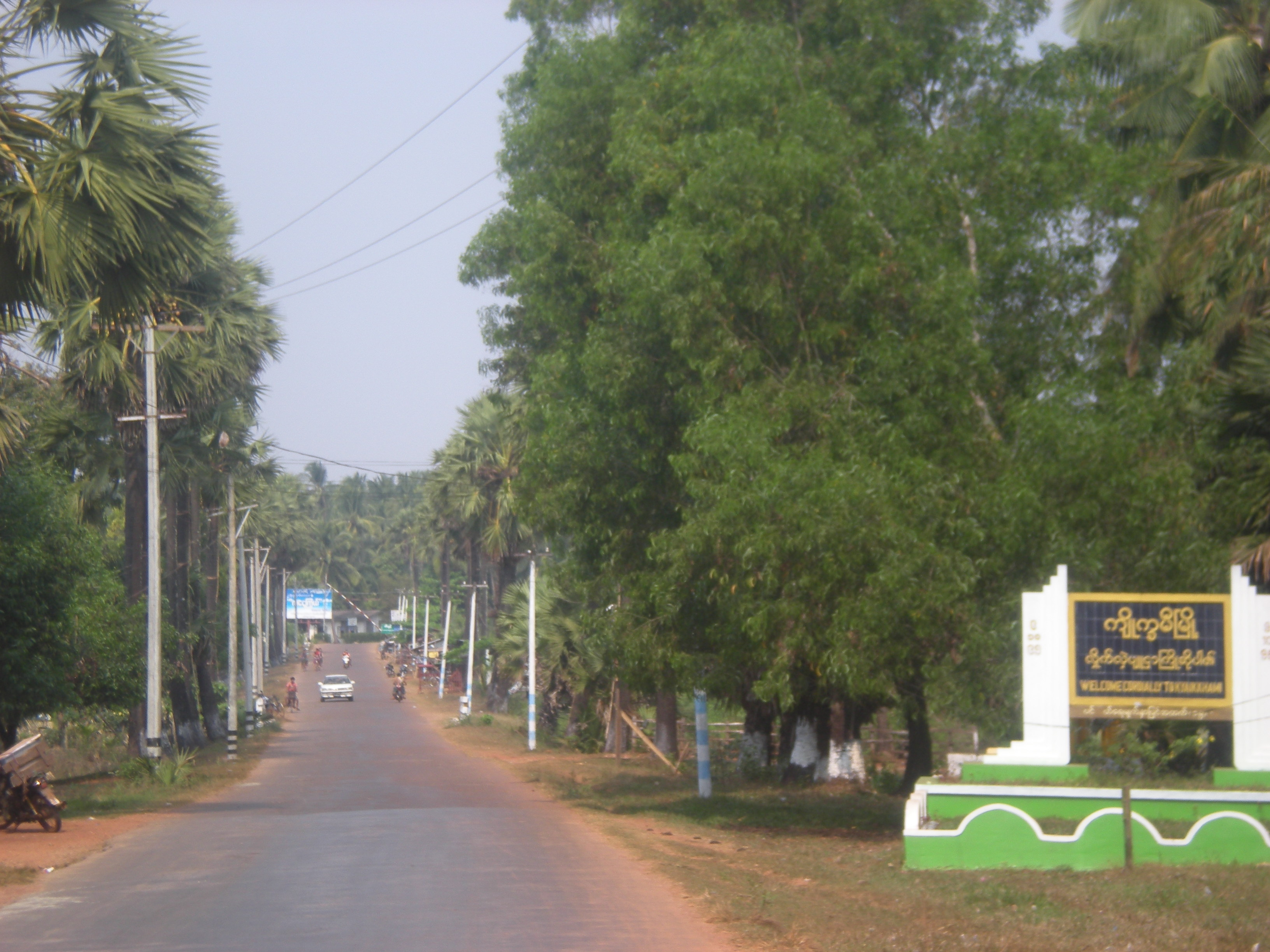
镇的入口
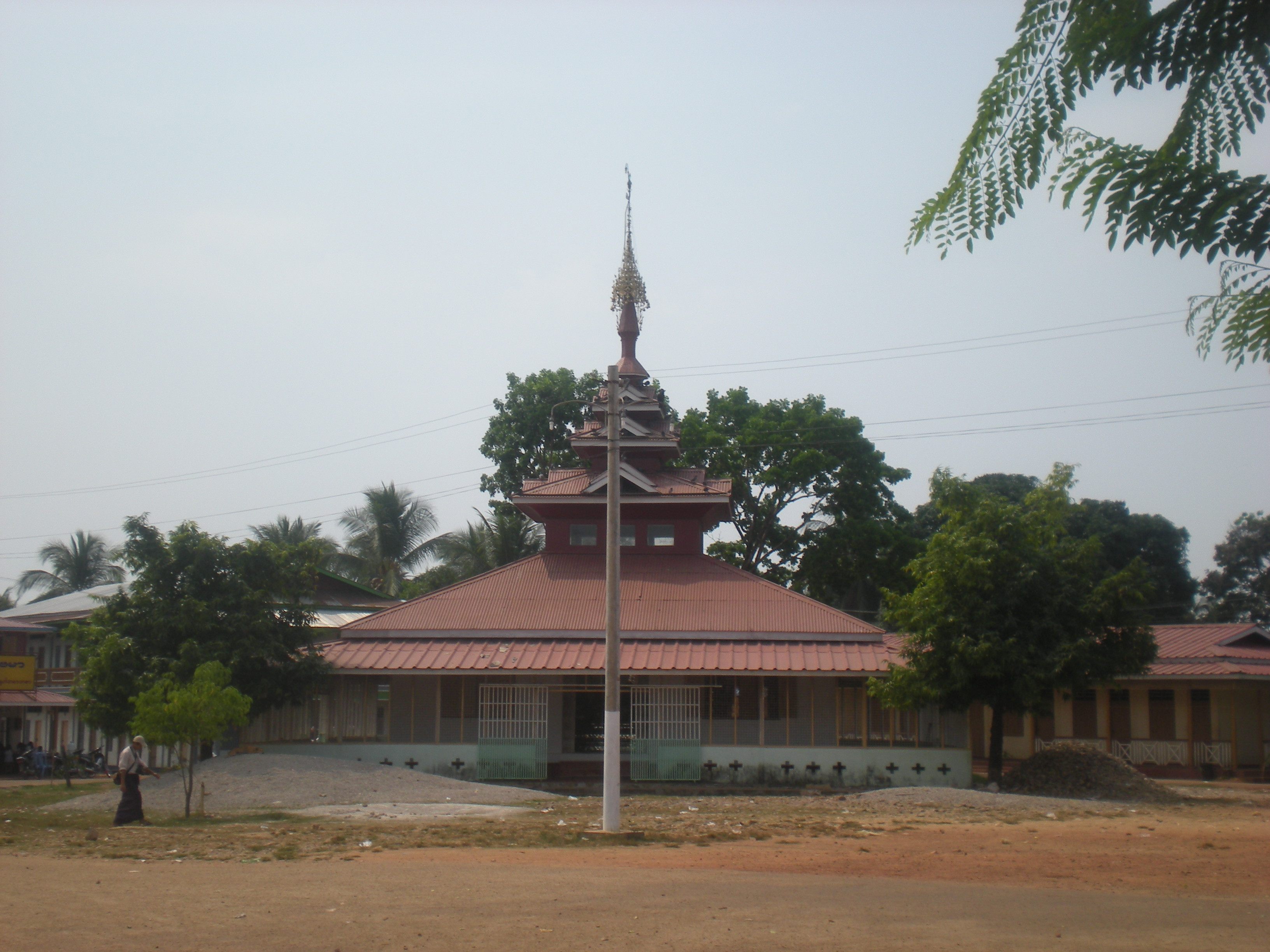
景色
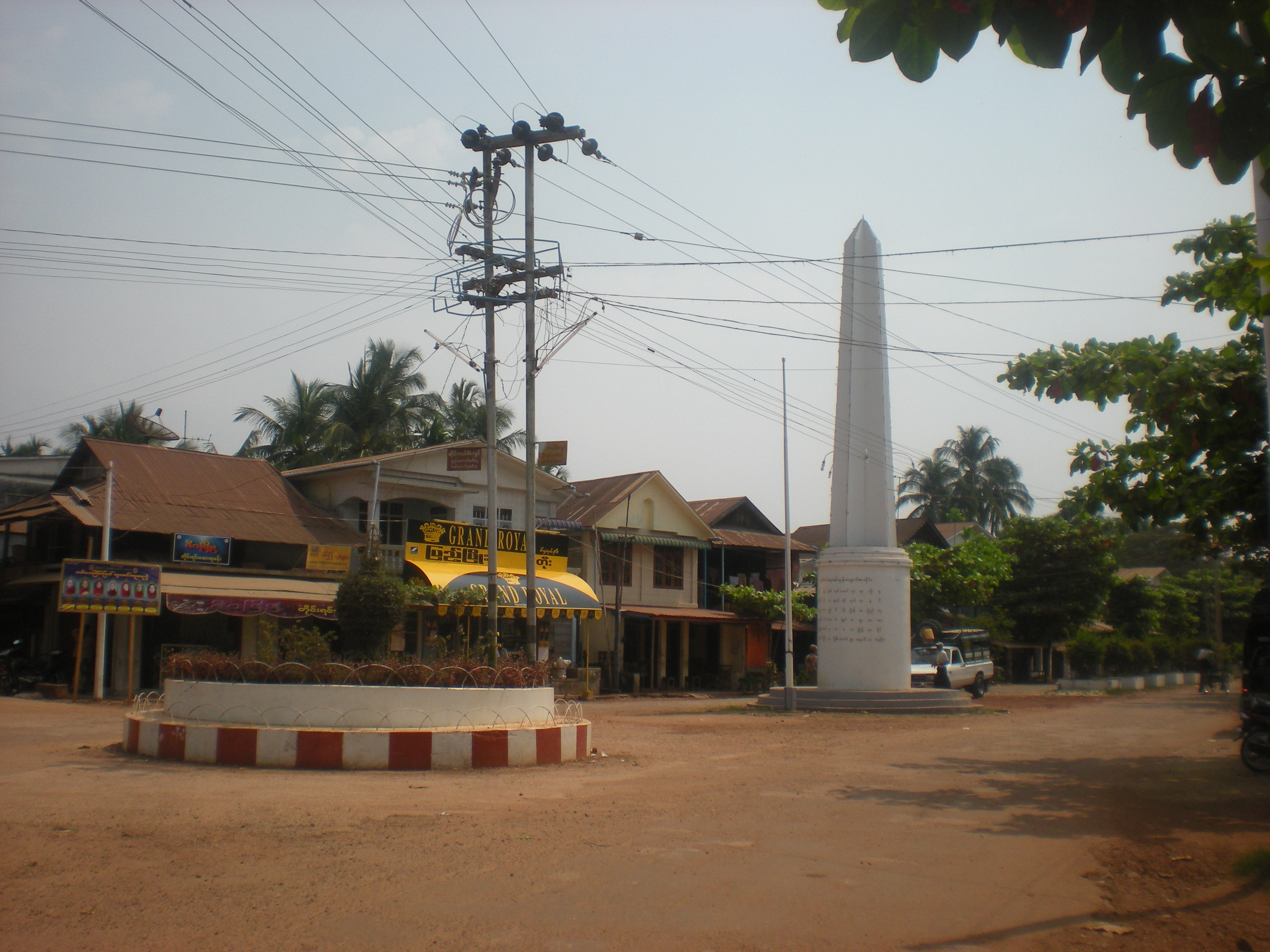
市中心和纪念碑
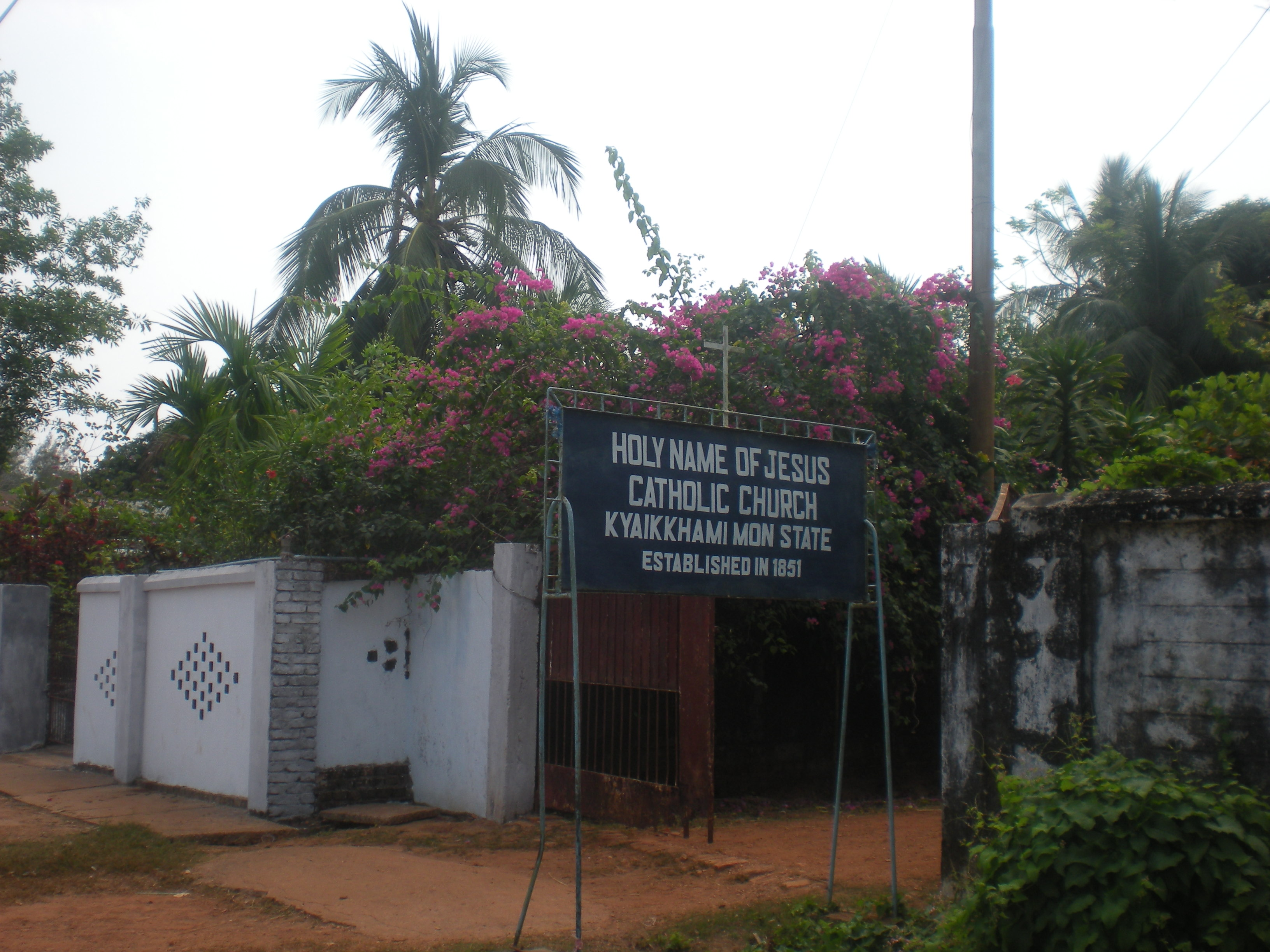
天主教堂
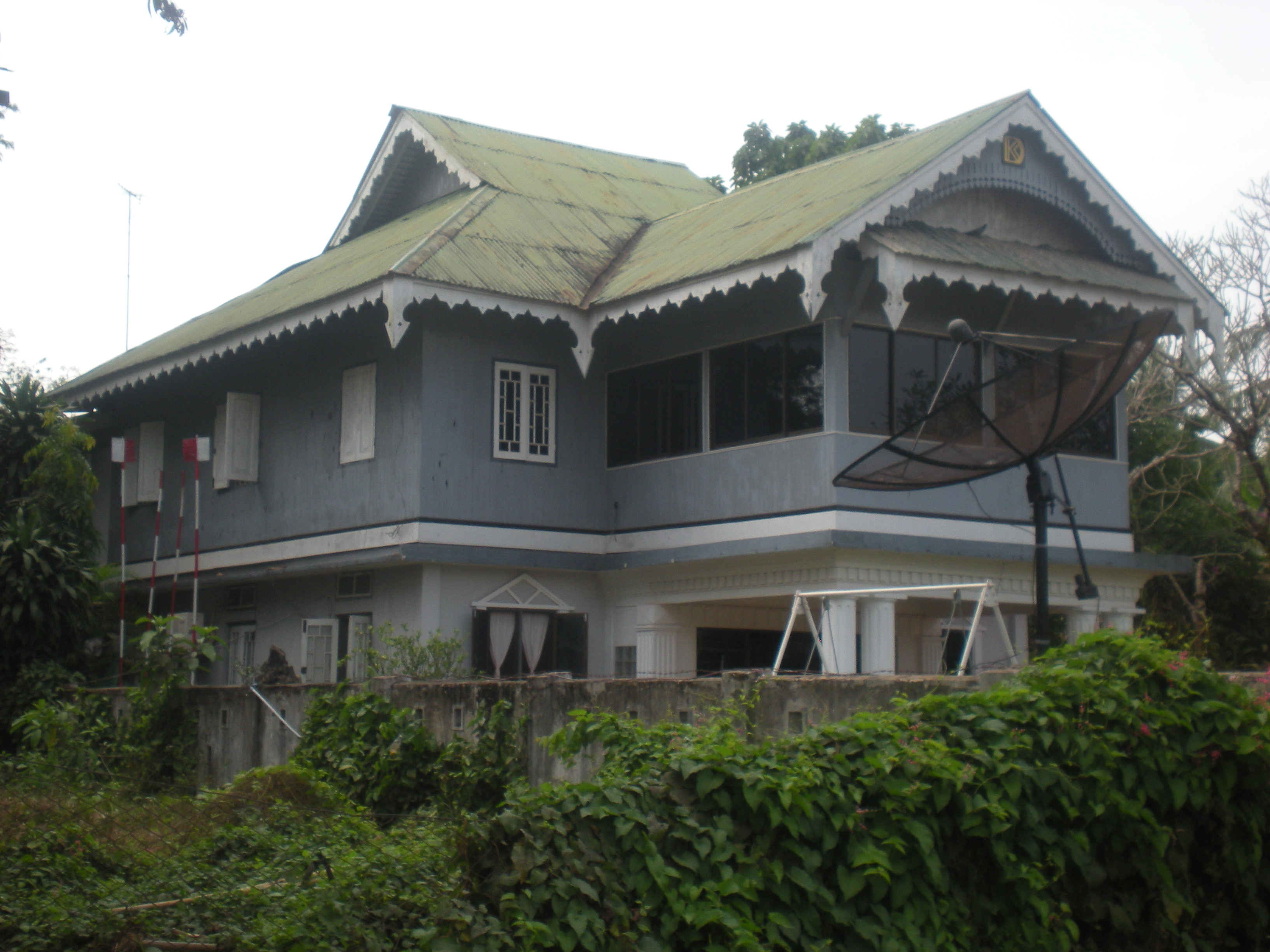
英国建筑风格的旅馆
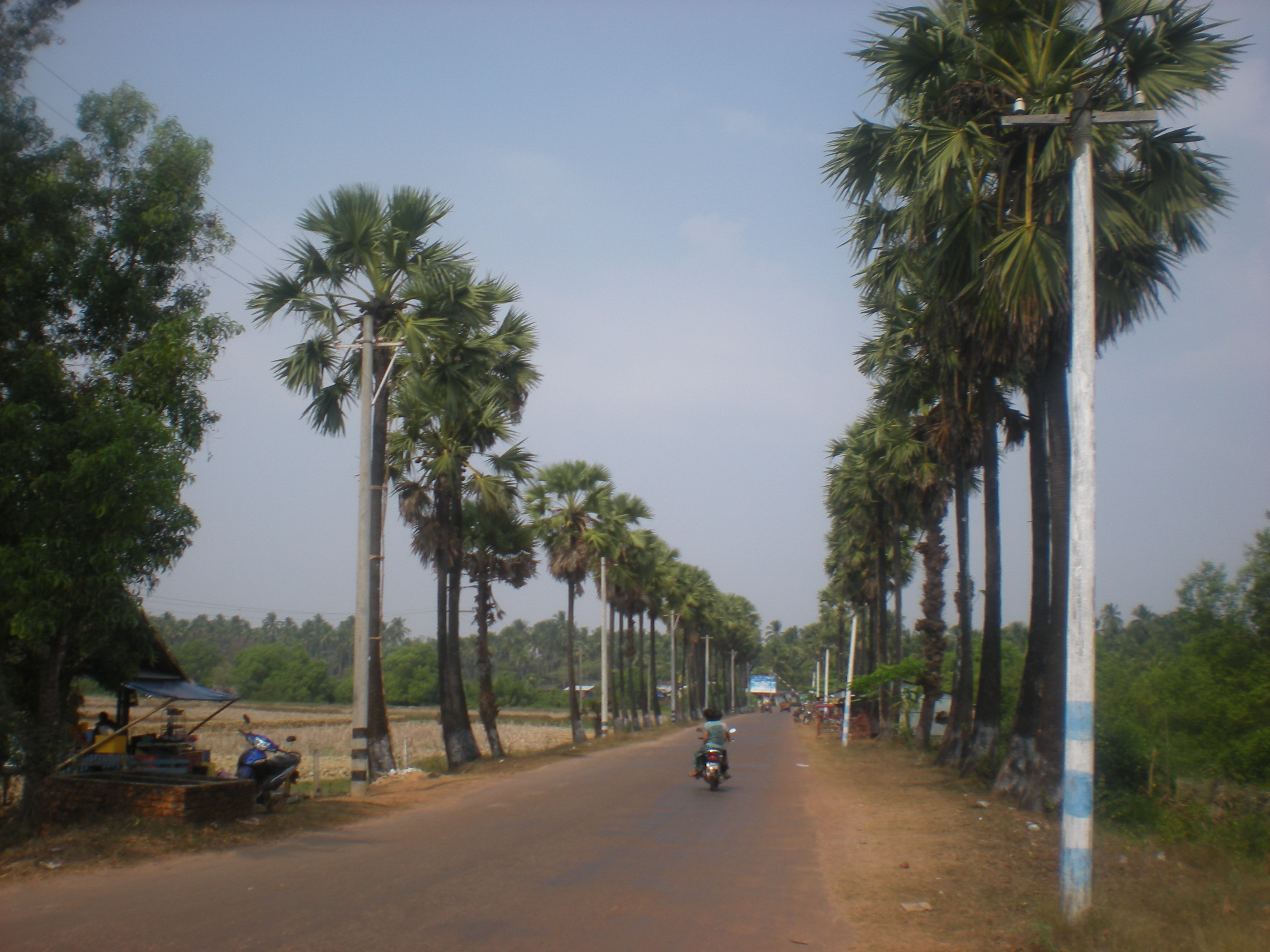
镇的入口